# Paroisse de Saint-Patrick
Pour les articles homonymes, voir Saint-Patrick.
La paroisse de Saint-Patrick est à la fois une paroisse civile et un ancien district de services locaux (DSL) canadien du comté de Charlotte, située au sud-ouest du Nouveau-Brunswick. Le nom légal du DSL en français est la paroisse de Saint Patrick. Dans le cadre de la réforme de la gouvernance locale du 1er janvier 2023, le territoire du DSL a été réparti entre la communauté rurale d'Eastern Charlotte et le district rural du Sud-Ouest.

## Toponyme
Saint-Patrick est probablement nommé ainsi en complément d'autres paroisses du comté ayant un nom en « Saint ».

## Géographie

### Situation
La paroisse de Saint-Patrick se trouve au centre-sud du comté de Charlotte, à 87 kilomètres de route à l'ouest de Saint-Jean et à 137 km au sud de Fredericton. La paroisse est bordée au sud par la baie de Passamaquoddy.
La paroisse de Saint-Patrick est limitrophe de Chamcook et de Bayside au sud-ouest, de la paroisse de Sainte-Croix à l'ouest, de la paroisse de Dumbarton au nord et de la paroisse de Saint-George à l'est. De plus, au-delà de la baie de Passamaquoddy se trouvent West Isles au sud et Fundy Bay au sud-est. Les villes les plus proches sont Saint-George, à 15 km au sud-est, Saint-Andrews, à 17 km au sud-ouest, et Saint-Stephen, à 30 km à l'ouest.

### Topographie
Les chutes Saint-Paddy's, situées sur un ruisseau affluent du ruisseau Kers à Kerrs Ridge, ont une hauteur de 6 mètres. Une chute d'eau sans nom située sur le ruisseau Kers à quant à elle une hauteur de 2 m. Les chutes Digdeguash, située près de embouchure de la rivière éponyme au hameau de Digdeguash, ont une hauteur de 4 m.

### Hameaux et lieux-dits
La paroisse comprend les hameaux de Bethel, Bocabec, Bocabec Cove, Digdeguash, Elmsville, Johnson Settlement, Kers Ridge et McMinn.

## Histoire
Un gros amas coquillier a été découvert sur la rive est de l'embouchure de la rivière Bocabec, signifiant que les Passamaquoddys y avaient un campement. Bocabec est le premier établissement amérindien de la province à être étudié de façon exhaustive.
James Curry, originaire de la Nouvelle-Angleterre, s'établit à Digdeguash peu après 1770. Il est rejoint par quelques immigrants anglais.
Bocabec est repeuplé en 1784 par les Loyalistes de l'Association Penobscot, en tant que partie de la concession s'étendant de la rivière Bocabec à Chamcook. Les Loyalistes du régiment démobilisé 74th Highlanders s'établissent quant à eux le long de la rivière Digdeguash. Les autres localités de la paroisse sont colonisés par des descendants de ces deux groupes, auxquels se sont joints quelques immigrants. Clarence Ridge est ainsi fondé après 1831 par des immigrants écossais et irlandais.
Le village de St. Patrick's est un important centre de construction navale et d'exploitation forestière au cours des années 1830 et 1840, avant d'être abandonné.
La municipalité du comté de Charlotte est dissoute en 1966. La paroisse de Saint-Patrick devient un district de services locaux en 1967.

## Démographie
D'après le recensement de Statistique Canada, il y a 677 habitants en 2001, comparativement à 653 en 1996, soit une hausse de 3,7 %. La paroisse compte 304 logements privés, a une superficie de 236,77 km2 et une densité de population de 2,9 habitants au km2.
En 2021, la paroisse compte 710 habitants pour une superficie estimée à 236,59 km2, portant sa densité de population à 3 habitants au km2. Le recensement dénombre également 408 logements privés.
| 1991 | 1996 | 2001 | 2006 | 2011 | 2016 | 2021 |
| ---- | ---- | ---- | ---- | ---- | ---- | ---- |
| 656  | 653  | 677  | 721  | 647  | 689  | 710  |

## Économie
Entreprise Charlotte, membre du Réseau Entreprise, a la responsabilité du développement économique.
Quatre fermes ont été recensées sur le territoire de Saint Patrick.

## Administration

### Comité consultatif
En tant que district de services locaux, Saint-Patrick est administré directement par le Ministère des Gouvernements locaux du Nouveau-Brunswick, secondé par un comité consultatif élu composé de cinq membres dont un président. Il n'y a actuellement aucun comité consultatif.

### Commission de services régionaux
La paroisse de Saint-Patrick fait partie de la Région 10, une commission de services régionaux (CSR) devant commencer officiellement ses activités le 1er janvier 2013. Contrairement aux municipalités, les DSL sont représentés au conseil par un nombre de représentants proportionnel à leur population et leur assiette fiscale. Ces représentants sont élus par les présidents des DSL mais sont nommés par le gouvernement s'il n'y a pas assez de présidents en fonction. Les services obligatoirement offerts par les CSR sont l'aménagement régional, l'aménagement local dans le cas des DSL, la gestion des déchets solides, la planification des mesures d'urgence ainsi que la collaboration en matière de services de police, la planification et le partage des coûts des infrastructures régionales de sport, de loisirs et de culture; d'autres services pourraient s'ajouter à cette liste.

### Représentation et tendances politiques
Nouveau-Brunswick: Saint-Patrick fait partie de la circonscription provinciale de Charlotte-Les-îles, qui est représentée à l'Assemblée législative du Nouveau-Brunswick par Rick Doucet, du Parti libéral. Il fut élu en 2006 et réélu en 2010.
 Canada: Saint-Patrick fait partie de la circonscription électorale fédérale de Nouveau-Brunswick-Sud-Ouest, qui est représentée à la Chambre des communes du Canada par Gregory Francis Thompson, ministre des Anciens Combattants et membre du Parti conservateur. Il fut élu lors de la 40e élection fédérale, en 1988, défait en 1993 puis réélu à chaque fois depuis 1997.

## Vivre dans la paroisse de Saint-Patrick
Il n'y a aucune école francophone dans le comté, les plus proches étant à Saint-Jean ou Fredericton. Les établissements d'enseignement supérieurs les plus proches sont quant à eux situés dans le Grand Moncton.
Saint-Patrick possède une caserne de pompiers. Le bureau de poste et le détachement de la Gendarmerie royale du Canada les plus proches sont à Saint-George.
L'église Christ Church d'Elmsville et l'église de la Transfiguration de Bethel sont des églises anglicanes.
Les anglophones bénéficient du quotidien Telegraph-Journal, publié à Saint-Jean, et de l'hebdomadaire Saint Croix Courier, publié à Saint-Stephen. Les francophones ont accès par abonnement au quotidien L'Acadie nouvelle, publié à Caraquet, ainsi qu'à l'hebdomadaire L'Étoile, de Dieppe.

## Culture

### Architecture et monuments
Un pont couvert traverse la rivière Digdeguash, à Elmsville, le long de la route 760. Le pont fut construit en 1913 et mesure 35 mètres de long.

### Personnalités
- Richard Burpee Hanson (1879-1948), avocat et homme politique, né à Bocabec.